# Andreas Ingerl
Andreas Ingerl (* 14. September 1973) ist ein deutscher Designer, Zukunftsforscher, Kurator und Professor für Audiovisuelle Medien im Studiengang Kommunikationsdesign an der Hochschule für Technik und Wirtschaft Berlin. Er ist bekannt für seine interdisziplinären Arbeiten in den Bereichen angewandte Medienkunst, Künstliche Intelligenz und Zukunftsforschung sowie für seine kuratorische Tätigkeit bei internationalen Ausstellungen.

## Leben
Ingerl lebte bis zu seinem ersten Studium in Teilort Bünzwangen in Ebersbach an der Fils und absolvierte dort sein Abitur am Raichberg Gymnasium 1993. Er studierte von 1994 bis 1998 Visuelle Kommunikation an der Hochschule für Gestaltung Schwäbisch Gmünd und von 2002 bis 2005 Medienwissenschaft/Medienpraxis als Postgraduiertenstudium an der Eberhard Karls Universität Tübingen. Während des Studiums in Tübingen assistierte er bei der Dokumentation Design für Millionen von Günther Hörmann und Martin Krampen über die Geschichte der HfG Ulm.
Nach dem Gestaltungsstudium war Ingerl zunächst selbständig und wechselte 2000 zur streamdesign interactive GmbH wo er für die Konzeption und Gestaltung von Kommunikationssystemen auf der Basis von Internettechnologien zuständig war. Seit 2001 betreibt Ingerl gemeinsam mit Ralf Dringenberg eigene Forschung und Entwicklung im Bereich der dynamischen Echtzeitvisualisierung von Audiodaten, die zu mehreren Patentanmeldungen führte.
Von 2006 bis 2009 war er wissenschaftlicher Mitarbeiter an der TU Ilmenau im Fachgebiet Medienkonzeption / Medienpsychologie am Institut für Medien- und Kommunikationswissenschaft und 2009 im Forschungsprojekt RESIDENS zur effizientere Energienutzung (Smart Metering) durch User-Centered Design im Fachgebiet Elektrische Energieversorgung. 2010 wurde er an der Hochschule für Technik und Wirtschaft Berlin als Professor für Audiovisuelle Medien im Studiengang Kommunikationsdesign berufen. Mit dem Studienprojekt BRUT Magazin, einem hypervideo Online-Magazin, gewann er mehrere Preise.
Seit 1999 war Ingerl Lehrbeauftragter unter anderem an der HfG Schwäbisch Gmünd, der Universität Tübingen, der TU Ilmenau und der Popakademie Baden-Württemberg. Seit 2009 lehrt er an der HTW Berlin in den Bereichen Expanded Cinema sowie nonlinearer Film und Hypervideo, Gestaltung mit neusten Medien und Hochtechnologien sowie Zukunftsforschung, digitale und interaktive Medien sowie Softwarearchitektur und Prototyping.
Ingerl lebt in Berlin und Venedig.

## Ausstellungen
Ingerl kuratierte gemeinsam mit Moritz Schell den Ars Electronica Garden Berlin 2021 in der Ausstellungshalle der Stiftung Reinbeckhallen Berlin mit dem Titel Artificial Reality – Virtual Intelligence. Die Ausstellung war eine von über 80 internationalen Satelliten des Ars Electronica Festivals und zeigte 17 Exponate aus den Bereichen Künstliche Intelligenz, Virtuelle Realität, Generative Gestaltung und Medienkunst. Teil des Garden Berlin war zudem eine virtuelle Ausstellung und ein virtueller Rave sowie der Zugang über einen Roboter und die Premiere aktueller Cinemiracle Filme. 2022 kuratierte er die Ausstellung Post-Intelligent Artificial Humanism und 2023 Artificialism auf der Campus Exhibition des Ars Electronica Festivals, jeweils mit dem Schwerpunkt auf Künstliche Intelligenz.
2021 kuratierte er gemeinsam mit Moritz Schell und Christian Ernst die Ausstellung Human-Machine-Interfaces: Ein Dialog mit künstlicher Intelligenz im Futurium Lab.
Weiter nimmt er regelmäßig an der Berlin Design Week, unter anderem 2019 im Museum für Kommunikation Berlin mit der Ausstellung Schnittstellen, teil.

## Preise
Ingerl gewann 2013 gemeinsam mit seinen Studierenden den Lead Award in Silber in der Kategorie Web-Magazin des Jahres mit der 2. Ausgabe des BRUT Magazins und war in der Kategorie Tablet-Magazin des Jahres nominiert. 2014 folgte eine weitere Nominierung beim Lead Award in der Kategorie Hauptkategorie Online – Independant des Jahres mit der 3. Ausgabe des BRUT Magazins sowie der Annual Multimedia Award 2015.
Die von ihm betreute Abschlussarbeit paradigm shift von Maria Bürger gewann den DIVR Science Award 2021 in der Kategorie Best Concept und Maria Bürger gehört zu fünf Finalisten als Newcomer des Jahres beim German Design Award 2022. Darüber hinaus erhalten seine Studierenden regelmäßig Nominierungen und Preise im Design- und Filmbereich wie beispielsweise dem German Design Award, den Internationalen Hofer Filmtagen oder dem Kurzfilmfestival Jung & Abgedreht.

## Publikationen
- als Hrsg.: BRUT Magazin. ISSN 2198-4069, jährliche Ausgabe zwischen 2012 und 2017.
- Neue Literaturformen durch E-Books? In: Kultur und Informatik – Multimediale Systeme. vwh-Verlag, Boizenburg 2011, ISBN 978-3-940317-95-7, S. 133–144.
- „Digitales Lesen“ – Herausforderung und Chance eines Wandels. In: M. Knaut (Hrsg.): Kreativwirtschaft – Design – Mode – Games – Kultur – Kommunikation – Medien. BWV Berliner Wissenschaftsverlag, Berlin 2011.
- mit N. Döring: Medienkonzeption. In: B. Batinic, M. Appel (Hrsg.): Medienpsychologie. Springer, Heidelberg 2008, S. 403–424.
- mit N. Döring: Visualization of Music – Reception and Semiotics. In: Fraunhofer Institute for Digital Media Technology (Hrsg.): Audio Mostly. Fraunhofer IDMT, Ilmenau 2007, S. 9–12.